# Anthidium laeve
Anthidium laeve är en biart som beskrevs av Pasteels 1969. Anthidium laeve ingår i släktet ullbin, och familjen buksamlarbin. Inga underarter finns listade i Catalogue of Life.